# صموئيل برنتيس
صموئيل برنتيس هو قاضي ومحامي وسياسي أمريكي، ولد في 31 مارس 1782 في ستونينغتون في الولايات المتحدة، وتوفي في 15 يناير 1857 في مونبلييه في الولايات المتحدة. نشط حزبياً في الحزب الوطني الجمهوري ‏.

## مناصب
- انتخب عضو مجلس الشيوخ الأمريكي [الإنجليزية]‏ عن دائرة Vermont Class 3 senate seat ‏ خلال فترته النيابية [الإنجليزية]‏ (4 مارس 1841 – 11 أبريل 1842).
- انتخب عضو مجلس الشيوخ الأمريكي [الإنجليزية]‏ عن دائرة Vermont Class 3 senate seat ‏ خلال فترته النيابية [الإنجليزية]‏ (4 مارس 1839 – 4 مارس 1841).
- انتخب عضو مجلس الشيوخ الأمريكي [الإنجليزية]‏ عن دائرة Vermont Class 3 senate seat ‏ خلال فترته النيابية [الإنجليزية]‏ (4 مارس 1837 – 4 مارس 1839).
- انتخب عضو مجلس الشيوخ الأمريكي [الإنجليزية]‏ عن دائرة Vermont Class 3 senate seat ‏ خلال فترته النيابية [الإنجليزية]‏ (4 مارس 1835 – 4 مارس 1837).
- انتخب عضو مجلس الشيوخ الأمريكي [الإنجليزية]‏ عن دائرة Vermont Class 3 senate seat ‏ خلال فترته النيابية [الإنجليزية]‏ (4 مارس 1833 – 4 مارس 1835).
- انتخب عضو مجلس الشيوخ الأمريكي [الإنجليزية]‏ عن دائرة Vermont Class 3 senate seat ‏ خلال فترته النيابية [الإنجليزية]‏ (4 مارس 1831 – 4 مارس 1833).
- انتخب عضو مجلس نواب فيرمونت ‏.
- انتخب عضو مجلس الشيوخ الأمريكي [الإنجليزية]‏.